# Ališići
Ališići (szerbül: Алишићи), falu Bosznia-Hercegovinában, Bosanska krajina területén, Prijedor községben, a Szerb Köztársaságban. 

## Fekvése
Bosznia-Hercegovina északnyugati részén, Banja Lukától légvonalban 40, közúton 70 km-re nyugatra, községközpontjától légvonalban 12, közúton 16 km-re délre, 145 – 260 méteres tengerszint feletti magasságban, a Szana folyó bal partján elterülő, félig sík, félig dombos területen fekszik. Több településrészből áll. Nagyobbik részét a folyó mentén húzódó Ališići mező tölti ki, míg nyugati részei felnyúlnak a falutól nyugatra eső magaslatokra. Áthalad rajta a Prijedorból Sanski Mostra menő főútvonal.

## Népessége
| Nemzetiségi csoport | Népesség 1991 | Népesség 2013 |
| ------------------- | ------------- | ------------- |
| Szerb               | 16            | 8             |
| Bosnyák             | 237           | 122           |
| Horvát              | 0             | 0             |
| Jugoszláv           | 6             | 0             |
| Egyéb               | 4             | 5             |
| Összesen            | 263           | 135           |

## Története
A régészeti leletek tanúsága szerint a település területén már az ókorban is éltek emberek. Ezt igazolják a közeli klisinai kolostor közelében talált római épület alapfalainak maradványai. Az eredeti, középkori kolostort, mely az Úr bemutatása (a templomban) tiszteletére volt szentelve, közvetlenül Bosznia török kézre kerülése után, 1463-ban elpusztították. A néphagyomány a romos kolostor emlékét maga Klisina nevével őrizte meg, amely a görög „ecclesia” (templom) szóból ered. A kolostort a törökök felgyújtották és kiűzték a szerzeteseket. A templomot később fából újjáépítették, olyannyira, hogy vasárnap és ünnepnapokon is lehetett benne istentiszteletet tartani. A kolostor ma a szomszédos Ništavci területéhez tartozik.
A település 1878-ig tartozott az Oszmán Birodalomhoz, ekkor a berlini kongresszus határozata alapján az Osztrák-Magyar Monarchia része lett. 1879-ben az első osztrák-magyar népszámlálás során a Sanski Most-i járáshoz tartozó településnek 11 háztartása, 49 muszlim és 17 ortodox keresztény lakosa volt. 1910-ben a Rasavci községhez tartozó településen 22 háztartást, 26 ortodox és 122 muszlim lakost találtak. A monarchia szétesésével 1918-ban előbb a Szerb-Horvát-Szlovén Királyság, majd 1929-től a Jugoszláv Királyság része. Jugoszlávia megszállása után a falu a Független Horvát Állam (NDH) része lett. 
1942. február 14-én. Đurađ Predojević Đurin partizánjai megtámadták Ališićit, ahol körülbelül 30 honvéd állomásozott. Branko J. Bokan „Sanski srez u NOB” című monográfiája szerint (410. oldal), reggel Predojević rövid lövöldözés után Alijának, Ališići falu imámjának támogatásával rávette a honvédeket, hogy adják meg magukat. Miután átadták fegyvereiket, a honvédeket elengedték, és Sanski Mostba távoztak. Egy usztasa azonban a mecset közelében egy géppisztollyal elrejtőzött. Amikor látta, hogy mindenki megadja magát a partizánoknak, felmászott a minaretre, és lőni kezdte a faluban mozgó partizánokat. Az egyik golyó eltalálta Laza Latinović tizedest, aki azonnal meghalt. „Ekkor a harcosok egy csoportja körbevette a mecsetet, abban a hitben, hogy több usztasa van benne, míg mások, akik az 1941-ben elkövetett gyilkosságok miatt amúgy is nehezteltek az alisići usztasákra, szuronyos puskákkal átmentek a falun, és házakat kezdtek felgyújtani. Több harcos megpróbálta megakadályozni a bosszút és az önkényeskedést, de a feldühödött harcosok nem akartak hallgatni rájuk, és meg is fenyegették őket. Mire értesítették a parancsnokokat, már sok ház leégett, tizenegy ártatlan embert, nőket és gyerekeket öltek meg, néhányukat brutális módon" – írja Bokan. Milan Indić történész szerint 27 volt az áldozatok száma, és az egész falu porig égett.
1945-től a település a szocialista Jugoszlávia része volt. A boszniai háború idején a település a Boszniai Szerb Köztársasághoz tartozott. A daytoni békeszerződést követő területfelosztásnál a település Prijedor község részeként a Szerb Köztársaság területéhez került.

## Nevezetességei
A boszniai háború idején 1992. augusztus 10-én a falu mecsetét a szerb fegyveresek felgyújtották. A háború végén készült fényképeken az ališići mecset teljesen kiégett állapotban látható. A mecset teteje és minaretje eltűnt, a mecset bernedezése megsemmisült, a belső tér a szabad ég alatt állt. A romos épület belsejében összetört tetőfák voltak láthatók. A kerületi falak a tetővonalig állva maradtak.

## Fordítás
- Ez a szócikk részben vagy egészben  a(z)   Манастир Клисина című szerb Wikipédia-szócikk ezen változatának fordításán alapul.  Az eredeti cikk szerkesztőit annak laptörténete sorolja fel. Ez a jelzés csupán a megfogalmazás eredetét és a szerzői jogokat jelzi, nem szolgál a cikkben szereplő információk forrásmegjelöléseként.